# Herbert Saffir
Herbert Saffir (Nova York, 29 de març de 1917 - Miami, 21 de novembre de 2007) va ser un enginyer estatunidenc, graduat a la Universitat de Georgia Tech que, al costat del meteoròleg Robert Simpson, va establir la que es coneix com a Escala d'huracans Saffir-Simpson per mesurar la força dels esmentats fenòmens atmosfèrics.
Durant la dècada de 1960 va començar a treballar en el projecte de catalogació dins del marc d'uns estudis de les Nacions Unides per reduir els efectes dels huracans sobre la població, establint un sistema d'alerta. Fins a aquesta data els huracans es catalogaven com a forts o febles, o menors i majors. Durant els anys setanta se li va unir al projecte Robert Simpson, llavors director del Centre Nord-Americà d'Huracans. Finalment van establir una taula en categories que els classifica científicament de l'1 al 5 i que és la més usada en l'actualitat per mesurar la intensitat d'aquests. Saffir va desenvolupar la majoria dels estudis sobre l'impacte dels vents en les estructures construïdes per l'home, mentre que Simpson va estudiar l'efecte de les marees.